# Miogryllus ensifer
Miogryllus ensifer är en insektsart som först beskrevs av Scudder, S.H. 1896.  Miogryllus ensifer ingår i släktet Miogryllus och familjen syrsor. Inga underarter finns listade i Catalogue of Life.